# بليندا فيراري
بليندا فيراري (بالإنجليزية: Belinda Ferrari)‏ هي عالمة أحياء دقيقة أسترالية، ولدت في القرن العشرين.